# Guerreiros Unidos
Guerreros Unidos (em inglês:  United Warriors) é uma organização criminosa mexicana ativa principalmente nos estados do sul do México.

## História
Em dezembro de 2009, o líder da Organização Beltrán-Leyva, Arturo Beltrán Leyva, foi morto pela Marinha Mexicana, fragmentando a organização em grupos menores. O cartel Guerreros Unidos foi fundado em 2010 como uma aliança entre duas facções da La Familia Michoacana e outros cartéis. Uma facção se aliou aos cartéis de Tijuana, Beltrán-Leyva, Juárez e Los Zetas, enquanto a outra se aliou aos cartéis do Golfo e Sinaloa.

## Expansão Territorial
Desde sua fundação, o Guerreros Unidos expandiu suas operações em vários estados mexicanos, principalmente em Guerrero, onde mantém uma forte presença. O grupo também se estabeleceu em regiões vizinhas, como Oaxaca, Puebla, Morelos e Estado do México. Além disso, há registros de atividades nos Estados Unidos, especialmente em cidades como Nova Iorque, Chicago e Miami.

## Estrutura e Liderança
O cartel mantém uma estrutura descentralizada, com líderes locais controlando áreas específicas. Esther Yadira Huitrón Vázquez é identificada como uma das principais líderes do grupo. Essa estrutura permite maior flexibilidade e dificulta a atuação das autoridades na desarticulação do cartel. A organização também mantém conexões com autoridades corruptas e forças de segurança em nível local.

## Modo de Operação
De acordo com a revista The New Yorker, a especialidade do Guerreros Unidos era o tráfico de drogas utilizando compartimentos ocultos em ônibus de passageiros que viajavam para Chicago, Estados Unidos. O grupo mantinha policiais sob seu controle e utilizava vigias para monitorar os movimentos do exército mexicano. Além disso, usava métodos tradicionais de lavagem de dinheiro, como a compra de imóveis.

## Relações com Autoridades e Corrupção
O Guerreros Unidos tem sido associado a casos de corrupção policial, especialmente em Guerrero. Investigações sugerem que policiais municipais colaboraram com o cartel em atividades criminosas, incluindo o sequestro de opositores. Essas alegações levantam preocupações sobre o nível de envolvimento das autoridades mexicanas em crimes de alto perfil.

## Sequestro de Iguala em 2014
Em 26 de setembro de 2014, 43 estudantes da Escuela Normal Rural de Ayotzinapa desapareceram após serem detidos pela polícia municipal de Iguala, sob ordens do então prefeito José Luis Abarca. Investigações indicam que os estudantes foram entregues ao Guerreros Unidos, que os teria assassinado e incinerado em um aterro sanitário. O caso gerou comoção nacional e internacional, levando à prisão do prefeito e de sua esposa em 4 de novembro de 2014.

## Ações Governamentais e Investigações
O governo mexicano, em conjunto com agências internacionais, tem realizado operações para combater o Guerreros Unidos. A prisão de líderes e membros influentes enfraqueceu temporariamente o grupo, mas o cartel continua ativo. Investigações sobre o envolvimento de forças militares e policiais nas atividades do cartel estão em andamento, especialmente após o caso de Iguala.

## Conflitos com Grupos Rivais
O Guerreros Unidos enfrenta oposição de outros cartéis, como Los Rojos e o Cartel de Sinaloa. Esses conflitos resultam em confrontos violentos, especialmente em Guerrero, onde a disputa por rotas de tráfico é mais intensa. A violência entre os cartéis contribui para o aumento da insegurança na região.

## Impacto Social e Humanitário
As atividades do Guerreros Unidos têm um impacto significativo nas comunidades locais. O controle territorial e os conflitos com grupos rivais levam ao deslocamento de famílias, assassinatos e sequestros. Organizações de direitos humanos criticam a resposta do governo mexicano à crise de segurança e à impunidade dos cartéis.